# San Raffaele Cimena
San Raffaele Cimena é uma comuna italiana da região do Piemonte, província de Turim, com cerca de 2.815 habitantes. Estende-se por uma área de 11 km², tendo uma densidade populacional de 256 hab/km². Faz fronteira com Chivasso, Brandizzo, Castagneto Po, Settimo Torinese, Gassino Torinese, Rivalba.

## Demografia
| Variação demográfica do município entre 1861 e 2011                               |
|                                                                                   |
| Fonte: Istituto Nazionale di Statistica (ISTAT) - Elaboração gráfica da Wikipedia |